# بنك الساحل والصحراء للاستثمار التجاري الليبي
بنك الساحل والصحراء للاستثمار التجاري الليبي هو بنك تجاري وبنك استثماري يخدم عدة دول في الصحراء الكبرى وأفريقيا الساحلية. يقع المقر الرئيسي للبنك في ليبيا .

## الفروع
قائمة فروع BSIC مع الروابط المقابلة لصفحات AfricaPhonebook الخاصة بهم.
- BSIC Guinée
- BSIC بنين
- BSIC بوركينا فاسو [1]
- BSIC تشاد [2]
- BSIC غانا [3]
- BSIC ليبي
- BSIC مالي [4]
- BSIC النيجر
- BSIC السنغال
- BSIC السودان

ملحوظة: نقلت BSIC مؤقتًا مقرها التشغيلي إلى تونس ، بسبب عدم الاستقرار المستمر في ليبيا.

## روابط خارجية
- BSIC تشاد الصفحة الرئيسية